# Tumba (Tessalònica)
Tumba (en grec, Τούμπα Toumba) és un districte residencial on hi ha un jaciment arqueològic situat a l'est de la localitat de Tessalònica, a Grècia.

## Arqueologia
La base del monticle del jaciment arqueològic de Toumba té unes dimensions de 153 x 103 m i la part superior de 81 x 42 m. El seu nom prové perquè, per la seua forma, es creia que el lloc ocultava una tomba molt important, però ja des de finals del segle XIX es va descobrir que en realitat havia estat un assentament.

### Edat del bronze
Aquest assentament estigué habitat des de l'edat del bronze mitjà (aproximadament des del 2150-1650 ae), com mostren les troballes de ceràmica; i continuà estant-ho en les següents fases de l'edat del bronze. Entre els segles XIV i XI ae, quan en tota l'àrea del golf Thermaic es percep un increment de les relacions comercials amb el sud de Grècia, l'assentament de Tumba fou ocupat per diversos complexos residencials separats per carrers estrets.
Entre les troballes d'aquest període sobreïx el denominat «edifici A», que tenia 200 m2 i unes 16 habitacions, algunes d'elles destinades a emmagatzematge d'aliments en pitos i altres recipients, però també s'hi han trobat objectes relacionats amb la metal·lúrgia i adorns com grans i anells.

### Edat del ferro
Al començament de l'edat del ferro, les relacions dels assentaments de l'àrea amb el sud de Grècia s'interromperen uns tres segles (1050-750 ae), però l'assentament de Tumba continuà habitat en aquest període, encara que canvià l'orientació i la grandària dels seus edificis.

### Períodes arcaic i clàssic
A finals del segle VIII ae, l'establiment de colònies de les polis gregues a la zona del golf Thermaic produí un nou increment de les relacions comercials amb aquestes i amb les ciutats jòniques d'Àsia Menor. És probable que el llogaret d'aquest jaciment arqueològic s'identifique amb la ciutat coneguda en fonts literàries com Therma. S'ha suggerit que la destrucció violenta dels edificis que s'observa ocorreguda al segle IV ae fou deliberada per obligar els seus habitants a traslladar-se a una altra ciutat recentment fundada, al 315 ae: Tessalònica.
Fora dels límits de l'assentament s'ha trobat una necròpoli que estava en ús entre els segles X i IV o III ae.

### Història de les excavacions
El 1899, Theidor Makridi Bey feu els primers treballs arqueològics a Tumba, que revelaren que el pujol havia estat format per successius assentaments que hi hagué al llogaret des d'èpoques prehistòriques. Durant la Primera Guerra Mundial s'hi feren nous treballs arqueològics per forces estrangeres britàniques i franceses que estaven operant a la zona. A partir de 1984 la Universitat Aristotèlica de Tessalònica fou l'encarregada de realitzar-hi les excavacions, al principi sota la direcció de Giorgos Chourmouziadis. En l'actualitat, s'hi segueix treballant com a part d'un programa de la Universitat Aristotèlica de Tessalònica supervisat per l'Èfor d'Antiguitats de Tessalònica.